# Комацубара, Мититаро

Мититаро Комацубара (яп. 小松原 道太郎 Комацубара Мититаро:, 20 июля 1886 — 6 октября 1940) — японский военачальник, руководил военной операцией Императорской армии Японии у реки Халхин-Гол.

## Биография
Родился в Иокогаме в семье военно-морского инженера, был самым старшим из пяти сыновей. Учился в начальной и средней школе в Токио. В ноябре 1905 года окончил Военную академию Императорской армии (18-й выпуск). С июня 1906 года в чине младшего лейтенанта служил в 34-м пехотном полку.
В 1909—1910 служил в должности помощника военного атташе в России, свободно говорил по-русски. После возвращения в Японию служил в Генеральном штабе армии Японской империи и Высочайшем военном совете. В 1914, во время Первой мировой войны, участвовал в командовании японскими экспедиционными силами при осаде Циндао.
Вернувшись в 1915 году, окончил Высшую военную академию Императорской армии (27-й выпуск). Назначен командующим 34-го пехотного полка.
В 1919 назначен на Советскую ветвь 4-й секции (Военная разведка в Европе и Америке) 2-го бюро Генерального штаба армии. В 1926—1927 работает инструктором в Имперском военном колледже как специалист по Красной Армии. В 1927—1929 военный атташе в Москве.
После возвращения в Японию, в 1930 году командует 57-м пехотным полком. В 1932 году полковник Комацубара возглавил харбинское управление контрразведки (японская военная миссия) в Маньчжоу-го. В августе 1934 года ему было присвоено звание генерал-майора.
В 1934 году вернулся в Японию, командовал 8-й пехотной бригадой. В 1936—1937 году командовал 1-й бригадой Императорской гвардии. Повышен до генерал-лейтенанта в ноябре 1937 года. В 1937—1938 командующий 2-м отдельным гарнизоном.
С 7 июля 1938 года по 6 ноября 1939 года командир 23-й пехотной дивизии Квантунской армии, дислоцированной близ Хайлара в Маньчжоу-го. Осуществлял общее руководство военной операцией на Халхин-Голе. После поражения, в ноябре 1939 года снят с дивизии, переведён в штаб Квантунской армии, позже — в Генеральный штаб. В январе 1940 уволен в запас как несущий ответственность за поражение на Халхин-Голе. 6 октября 1940 года совершил харакири, по другой версии — умер от рака желудка.